# Boradia carneola
Boradia carneola är en fjärilsart som beskrevs av Moore 1879. Boradia carneola ingår i släktet Boradia och familjen bastardsvärmare. Inga underarter finns listade i Catalogue of Life.